# Eli Apple
Eli Apple (* 9. August 1995 in Philadelphia, Pennsylvania) ist ein US-amerikanischer American-Football-Spieler in der National Football League (NFL) auf der Position des Cornerbacks. Er spielte bei den New York Giants, den New Orleans Saints, den Carolina Panthers, den Cincinnati Bengals, den Miami Dolphins, den Los Angeles Chargers und den San Francisco 49ers.

## College
Apple, geboren als Eli Woodard – den Nachnamen seines Stiefvaters nahm er erst als Student an
– hatte Angebote von diversen Universitäten, entschied sich für die Ohio State University und spielte für deren Mannschaft, die Buckeyes, äußerst erfolgreich College Football. Mit seinem Team gewann er die Big Ten Conference und sogar die Landesmeisterschaft. Er konnte in insgesamt 28 Partien 86 Tackles setzen und 17 Pässe verhindern. Außerdem gelangen ihm vier Interceptions sowie ein Touchdown.

## NFL

### New York Giants
Apple wurde beim NFL Draft 2016 in der ersten Runde als insgesamt 10. Spieler von den New York Giants ausgewählt. Er konnte sich als Profi gleich etablieren und kam in seiner Rookie-Saison in 14 Partien zum Einsatz, elfmal sogar als Starter, zwei Partien musste er verletzungsbedingt aussetzen.
Er wurde zumeist auf der linken Seite eingesetzt bzw. wurde neben den beiden Routiniers Janoris Jenkins und Dominique Rodgers-Cromartie als Nickelback aufgeboten, außerdem lief er in den Special Teams auf.
Die Spielzeit 2017 war von diversen teaminternen Problemen überschattet, wobei Apple Auseinandersetzungen mit Mitspielern und Trainern hatte. Der Safety Landon Collins warf ihm öffentlich Unreife vor und bezeichnete ihn als Krebsgeschwür („cancer“), wofür er sich später entschuldigte. Für das letzte Spiel wurde Apple sogar wegen teamschädigenden Verhaltens suspendiert.
2018 kam er in fünf der ersten sieben Partien zum Einsatz und konnte dabei 23 Tackles setzen und fünf Pässe verteidigen.

### New Orleans Saints
Am 23. Oktober 2018 wechselte er im Tausch gegen einen Viertrundenpick im Draft 2019 sowie einem Siebtrundenpick 2020 zu den New Orleans Saints, wo er mit Marshon Lattimore, Vonn Bell und Michael Thomas auf drei ehemalige Teamkollegen von den Buckeyes traf.

### Las Vegas Raiders
Im März einigte sich Apple auf einen Vertrag mit den Las Vegas Raiders, der jedoch letztlich nicht zustande kam.

### Carolina Panthers
Ende Mai 2020 erhielt er bei den Carolina Panthers schließlich einen Einjahresvertrag über drei Millionen US-Dollar. Nachdem er verletzungsbedingt kaum zum Einsatz gekommen war, entließen die Panthers Apple am 27. Oktober.

### Cincinnati Bengals
Im März 2021 nahmen die Cincinnati Bengals Apple für ein Jahr unter Vertrag. Er spielte zwei Jahre lang für Cincinnati und bestritt 30-Regular-Season-Spiele als Starter, dabei erreichte er mit dem Team den Super Bowl LVI.

### Miami Dolphins
Am 30. Juli 2023 nahmen die Miami Dolphins Apple unter Vertrag.

### Los Angeles Chargers
Nach Ablauf seines Einjahresvertrages bei den Dolphins verpflichteten die Los Angeles Chargers, die verletzungsbedingt teilweise auf ihre drei besten Cornerbacks verzichten mussten, Eli Apple am 14. Oktober 2024 – zunächst für ihren Practice Squad. In den Wochen neun bis elf wurde er jeweils in den Spielkader hochgezogen, erzielte dabei zwei Tackles und konnte einen Pass abwehren. Am 25. November wurde er endgültig für den 53-Mann-Kader aktiviert, musste allerdings nur zwei Tage später wegen einer Verletzung, die er sich im Spiel gegen die Baltimore Ravens zugezogen hatte, auf die Injured Reserve List.

### San Francisco 49ers
In der Saisonvorbereitung 2025 schloss er sich im Juli den San Francisco 49ers an, wurde aber bereits am 7. August 2025 wieder entlassen.